# Robert Giroux
Robert Giroux (29 janvier 1944 à Montréal - ) est un écrivain, poète et éditeur canadien. Il a été longtemps professeur de lettres.

## Biographie
Auteur de nombreux ouvrages sur la littérature et la chanson ainsi que de plusieurs recueils de poésie, il dirige depuis 1981 les Éditions Triptyque et la revue Mœbius.

## Honneurs
- 2002 - Grand prix littéraire de la ville de Sherbrooke 2002 pour Gymnastique de la voix, poésie, Éditions Triptyque.

## Titres parus
- L'Œuf sans jaune
- Du fond redouté
- Parcours : de l'imprimé à l'oralité
- J'allume
- Le Spectacle de la littérature
- La Chanson dans tous ses états (dir.)
- Poésie québécoise, évolution des formes
- Les Airs de la chanson québécoise (dir.)
- La Chanson en questions (dir.)
- Quand la poésie flirte avec l'idéologie (dir.)
- La Chanson prend ses airs (dir.)
- En avant la chanson! (dir.)
- La C: carrières et société (dir.)
- Le Guide de la chanson québécoise
- En mouvement
- Le Miroir des mots
- Gymnastique de la voix
- Soleil levant
- L’Hiver qui court suivi de La banlieue du cœur des villes